# Holoplatys dejongi
Holoplatys dejongi is een spinnensoort uit de familie springspinnen (Salticidae). De soort komt voor in West-Australië.